# 荒井智之
荒井 智之（あらい ともゆき、5月19日 - ）は日本の漫画家。かつては荒磯智之の名前で活動していた。

## 作品リスト

### 連載
- 金色のガッシュベル!!（原作：雷句誠、小学三年生2004年4月号 - 2006年3月号） ※荒磯智之名義
- イボンヌと遊ぼう!（ゲッサン2009年6月号 - 2011年11月号） - 単行本全3巻。

### 読切
- ファラオ復活（少年サンデー特別増刊R、2003年11月9日号） ※荒磯智之名義
- 兎、飛ぶ!!（週刊少年サンデー超2004年7月25日号） ※荒磯智之名義
- アクマは2度泣く（週刊少年サンデー超2006年1月25日号） ※荒磯智之名義
- 公星伝説（週刊少年サンデー超2006年11月25日号） ※荒磯智之名義
- 未来人伝説（週刊少年サンデー超2007年3月25日号） ※荒磯智之名義
- Last Runner（週刊少年サンデー超2008年7月24日号） ※荒磯智之名義